# میشل تارالو
میشل تارالو (انگلیسی: Michele Tarallo؛ زادهٔ ۹ سپتامبر ۱۹۸۰) بازیکن فوتبال اهل ایتالیا است.
از باشگاه‌هایی که در آن بازی کرده‌است می‌توان به باشگاه فوتبال باری، باشگاه فوتبال پادوا، باشگاه فوتبال مونتسا، باشگاه فوتبال جنوآ، و باشگاه فوتبال یو. اس. پرگولیتزه اشاره کرد.